# Pierre Hurmic
Pierre Hurmic (10 aprile 1955) è un politico francese, dal 2020 sindaco di Bordeaux. 
Membro di Europa Ecologia I Verdi (EELV), è stato eletto per la prima volta nel consiglio municipale di Bordeaux nel 1995.